# Michel Adanson

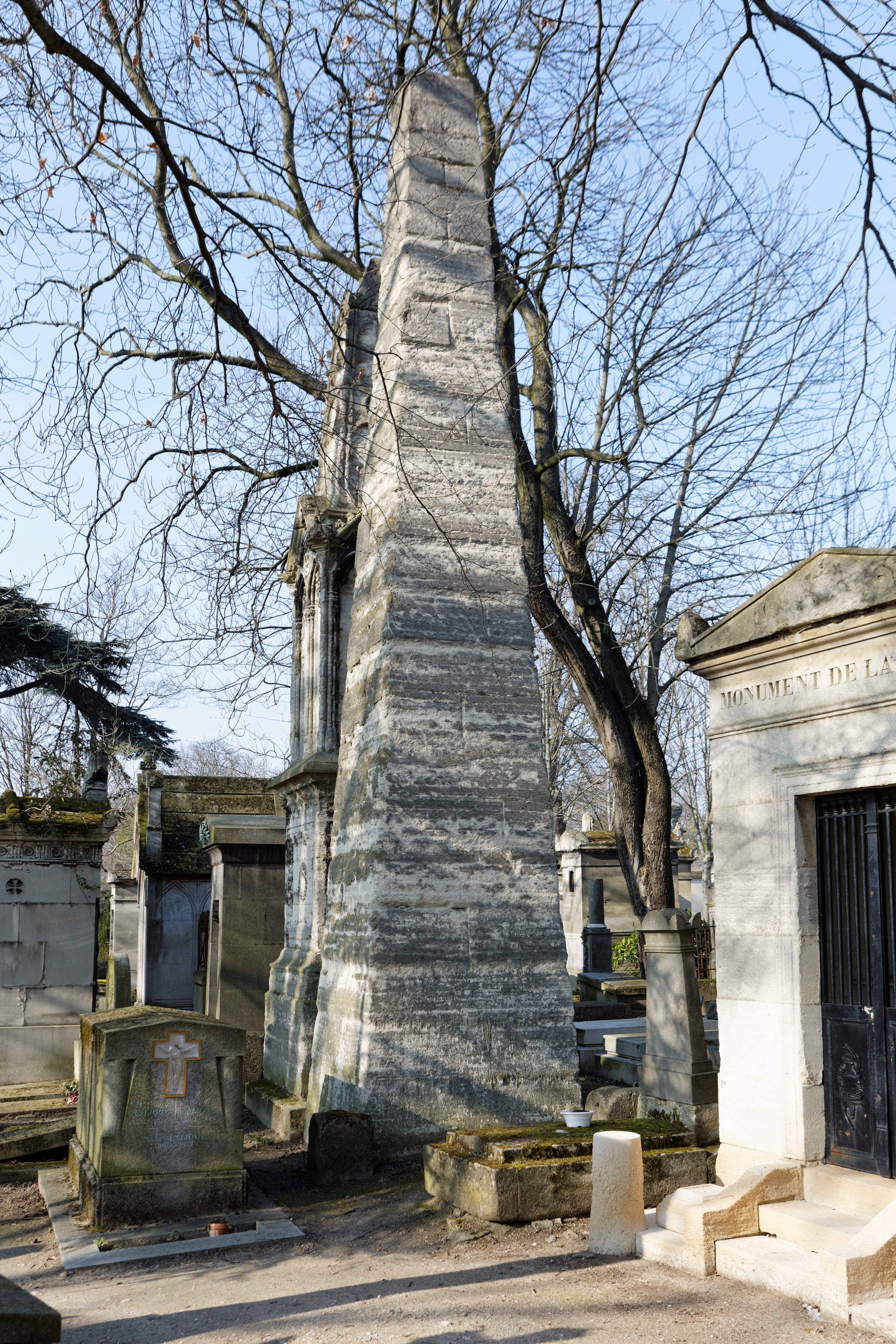
Praalgraf met obelisk, van Michel Adanson Cimetière du Père-Lachaise

Michel Adanson (Aix-en-Provence, 7 april 1727 – Parijs, 3 augustus 1806) was een Frans botanicus, natuuronderzoeker en mycoloog.
In 1730 verhuisde hij met zijn familie van Aix naar Parijs. Nadat hij het Collège Sainte-Barbe verliet studeerde hij aan de Universiteit van Parijs onder René-Antoine Ferchault de Réaumur en Bernard de Jussieu. Ook werkte hij in de Jardin des Plantes. Eind 1748 verliet hij Frankrijk voor een expeditie naar Senegal en de Canarische Eilanden. Hij bleef 5 jaar in Senegal. Hier verzamelde en beschreef hij vele dieren en planten. Verder deed hij onder andere meteorologische observaties, en maakte hij woordenboeken over de talen die in Senegal gesproken werden.
Na zijn terugkeer in 1754 naar Parijs verwerkte hij zijn aantekeningen tot zijn Histoire naturelle du Sénégal (1757). In 1761 liet hij een verhandeling over de Baobab het licht zien. In 1763 publiceerde hij Familles des plantes.
Carl Linnaeus vernoemde het plantengeslacht Adansonia (Baobab) uit de kaasjeskruidfamilie naar hem. Het Muséum national d'histoire naturelle vernoemde het botanische tijdschrift Adansonia naar hem.
Adanson is begraven op kerkhof Père-Lachaise. Zijn praalgraf bestaat uit een monumentale obelisk in natuursteen.

## Meer lezen
Michel Adanson Library in Bulletin of the Hunt Institute for Botanical Documentation, vol. 15(2) (2003): 8-10.